# サイモン・ビウォット
サイモン・ビウォット(Simon Biwott、1970年3月3日- )は、ケニア・リフトバレー州エルドレット出身の元陸上長距離（マラソン）選手。2001年にエドモントンで開催された世界陸上選手権男子マラソンで銀メダルを獲得した。

## 経歴・人物
2000年のベルリンマラソンでは当初ペースメーカーとして出場していたが、そのまま完走して優勝した。この走りが評価され、2001年の世界陸上マラソン・ケニア代表に選出されると、エドモントンのレースでは、ゴール直前にスタジアムでエチオピアのゲザハン・アベラにわずか1秒差で競り負けるも銀メダルを獲得した。マラソンのベストタイムは、2002年にベルリンマラソンでマークした2時間06分49秒である（順位は2位）。
引退後は故郷エルドレットで私立学校を開校している。

## 主な戦績 （マラソン）
| 年   | 大会                           | 結果 | 記録          |
| ---- | ------------------------------ | ---- | ------------- |
| 1998 | ローマシティマラソン           | 5位  | 2時間12分14秒 |
| 1998 | メキシコシティマラソン         | 1位  | 2時間16分48秒 |
| 1999 | ロッテルダムマラソン           | 3位  | 2時間07分41秒 |
| 1999 | 世界陸上選手権（セビリヤ）     | 9位  | 2時間16分20秒 |
| 1999 | ニューヨークシティマラソン     | 8位  | 2時間11分25秒 |
| 2000 | ベルリンマラソン               | 1位  | 2時間07分42秒 |
| 2000 | ミラノマラソン                 | 1位  | 2時間09分00秒 |
| 2001 | パリマラソン                   | 1位  | 2時間09分00秒 |
| 2001 | 世界陸上選手権（エドモントン） | 2位  | 2時間12分43秒 |
| 2002 | ロッテルダムマラソン           | 1位  | 2時間08分36秒 |
| 2002 | ベルリンマラソン               | 2位  | 2時間06分49秒 |
| 2004 | ムンバイマラソン               | 9位  | 2時間19分09秒 |